# Daniel Sturgeon
Daniel Sturgeon, född 27 oktober 1789 i Mount Pleasant Township, Pennsylvania, död 3 juli 1878 i Uniontown, Pennsylvania, var en amerikansk demokratisk politiker. Han representerade delstaten Pennsylvania i USA:s senat 1840–1851.
Sturgeon utexaminerades från Jefferson College (numera Washington & Jefferson College) i Canonsburg. Han studerade sedan medicin vid Jefferson Medical College i Philadelphia. Han var delstatens finansminister (Pennsylvania State Treasurer) 1838–1839.
Delstatens lagstiftande församling lyckades inte 1839 välja en efterträdare åt Samuel McKean. Till sist valdes Sturgeon som tillträdde som senator 14 januari 1840. Han omvaldes till en andra mandatperiod i senaten. Han efterträddes som senator av Richard Brodhead.
Sturgeons grav finns på Oak Grove Cemetery i Uniontown.